# Israel Beltrán Montes
Israel Beltrán Montes (San Francisco del Oro, Chihuahua, 29 de marzo de 1947-Chihuahua, Chihuahua, 2 de marzo de 2022) fue un maestro normalista, locutor, político y empresario radiofónico y manzanero mexicano, miembro del PRI, ha sido en dos ocasiones diputado federal, diputado local dos veces, en otras dos presidente municipal, senador suplente y en el año 2013 es candidato a diputado local por el distrito 13 en ciudad Cuauhtémoc, Chihuahua.

## Biografía

### Sus inicios
Fue maestro normalista y dueño de la cadena de radiodifusoras Grupo BM Radio que tiene su sede central en Cuauhtémoc, Chihuahua, y se extienden en otras varias poblaciones del occidente del estado Fundador y conductor de los noticieros Oriente Social y Cuestión de minutos que dirigía desde hace 40 años, solo suspendidos por unos días cuando fallecieron en el año 2021 dos de sus hijos. Fundador junto con Sebastían Corral Piñón y Enrique Pérez González, empresarios manzaneros del Grupo Sierra de Cuauhtémoc, uno de los mayores productores y exportadores de manzana del país.

### Política
Ocupó varios cargos políticos de importancia siendo Diputado al Congreso de Chihuahua por el Distrito 13 a la LIX Legislatura, en la LIX Legislatura, en dos ocasiones diputado federal, a la LV Legislatura por el Distrito 10 y a la LX Legislatura en representación del Distrito 7 de Chihuahua, y además ha sido Presidente Municipal de Cuauhtémoc de 2001 a 2004. En 2010 fue reelecto a un segundo periodo, Alcalde de Cuauhtémoc Chihuahua.

### Controversias de género
En julio de 2020 fue señalado por tener actitudes machistas y misóginas hacia una de las colaboradoras de su programa de radio, Brenda Chacón, a quien criticó al aire en su programa, ante lo que ella optó por retirarse del mismo. Ante ello, el Instituto Chihuahuense de las Mujeres ha anunciado que pedirá que se le retiren las concesiones radiofónicas.

### Muerte
Falleció en la ciudad de Chihuahua a los 74 años, el 2 de marzo de 2022 a causa de complicaciones derivadas del padecimiento de COVID-19.